# Evelina Orellana
Evalina Orellana, nombre artístico de Julia Evelina Macías Lopera (Balzar, 26 de abril de 1908 - Guayaquil, 21 de octubre de 1986), fue la primera actriz de cine ecuatoriana.

## Biografía
Nacida en Balzar, desde pequeña se radicó en Guayaquil, donde trabajó en el banco La Previsora y en los hoteles Ritz y Tívoli. En 1922 empezó clases de mímica y simulación en la academia del italiano Carlos Bocaccio, ubicada en las calles Rocafuerte y Tomás Martínez.
Fue la protagonista de El tesoro de Atahualpa, la primera película ecuatoriana, estrenada el 7 de agosto de 1924 en los teatros Edén y Colón de Guayaquil y dirigida por el cineasta Augusto San Miguel. En la película interpretó el papel de Raquel.
En 1925 actuó en la película Soledad, filmada en la hacienda Angélica, de Félix González Rubio, y producida por Guayaquil Films Co. bajo un guion de Rodrigo de Triana. Guayaquil de mis amores, producida por Ecuador Sono Films y estrenada en 1930, fue su última película. Posteriormente actuó en varias obras teatrales. De hecho su esposo, Luis Guillermo Ruiz, era el administrador del teatro Apolo.
Falleció el 21 de octubre de 1986 en Guayaquil, a los 78 años de edad.

## Filmografía
- El tesoro de Atahualpa (1924)
- Soledad (1925)
- Guayaquil de mis amores (1930)